# غراهام كلارك (لاعب كرة قدم)
غراهام كلارك (بالإنجليزية: Graham Clark)‏ (20 يناير 1961 في المملكة المتحدة - ) هو لاعب كرة قدم بريطاني في مركز الوسط. لعب مع شيفيلد يونايتد ونادي مونتروز لكرة القدم ودارلينجتون إف سى.